# Eli Apple
Eli Apple, precedentemente noto come Eli Woodard (Filadelfia, 9 agosto 1995), è un giocatore di football americano statunitense che milita nel ruolo di cornerback per i San Francisco 49ers della National Football League (NFL).

## Carriera universitaria
Conklin al college giocò con gli Ohio State Buckeyes dal 2013 al 2015. Dopo non essere mai sceso in campo nella prima stagione, nella successiva vinse il campionato NCAA. Nel 2015 fu premiato come miglior difensore della squadra.

## Carriera professionistica

### New York Giants
Apple fu scelto come decimo assoluto nel Draft NFL 2016 dai New York Giants. Nella sua stagione da rookie disputò 14 partite, di cui 11 come titolare, con 51 tackle, un intercetto e un fumble forzato.
Il 27 dicembre 2017, Apple fu sospeso dalla squadra per l'ultima partita della stagione regolare dopo un litigio con lo staff degli allenatori per essere stato inserito nella squadra delle riserve in allenamento e per "condotta dannosa per la squadra".

### New Orleans Saints
Il 23 ottobre 2018, Apple fu scambiato con i New Orleans Saints per una scelta del quarto giro del Draft 2019 e una del settimo giro del Draft 2020.

### Carolina Panthers
Il 29 maggio 2020 Apple firmò con i Carolina Panthers. Il 7 settembre 2020 fu inserito in lista infortunati per un problema a un piede.

### Cincinnati Bengals
Il 23 marzo 2021 Apple firmò un contratto di un anno con i Cincinnati Bengals. Il 13 febbraio 2022 partì come titolare nel Super Bowl LVI ma i Bengals furono sconfitti dai Los Angeles Rams per 23-20. Nella partita non disputò una buona prestazione concedendo due touchdown all'MVP Cooper Kupp.

### Miami Dolphins
Il 29 luglio 2023, dopo l'infortunio che colpì il cornerback Jalen Ramsey, Apple firmó un contratto di un anno con i Miami Dolphins.

### Los Angeles Chargers
Il 15 ottobre 2024 Apple firmò con la squadra di allenamento dei Los Angeles Chargers. Fu promosso nel roster attivo il 25 novembre. Due giorni dopo fu inserito in lista infortunati per un problema al tendine del ginocchio subito nella settimana 12 contro i Baltimore Ravens. Tornò nel roster attivo il 10 gennaio 2025.

### San Francisco 49ers
Il 28 aprile 2025 Apple firmò con i San Francisco 49ers.

## Palmarès
- American Football Conference Championship: 1

Cincinnati Bengals: 2021